# Francisco Javier Díez Valentín
Francisco Javier Díez Valentín (Villanubla, 16 de desembre de 1955) és un exfutbolista espanyol de les dècades de 1970 i 1980.

## Trajectòria
Jugava a la posició d'extrem dret. Es formà al Nublense, equip de la seva ciutat natal. L'any 1974 fou fitxat pel Reial Valladolid, inicialment per jugar a l'equip filial, però acabà ingressant al primer equip. Hi jugà durant quatre temporades, a segona divisió. El 1978 fou fitxat pel RCD Espanyol, on hi jugà quatre temporades, una d'elles cedit al Rayo Vallecano. Les lesions van fer que mai es convertís en titular indiscutible a l'equip, arribant a disputar 33 partits a primera divisió amb el club blanc-i-blau. Finalitzà la seva carrera novament al Real Valladolid, a primera divisió.